# Aymarasilus
Aymarasilus is een vliegengeslacht uit de familie van de roofvliegen (Asilidae).

## Soorten
- A. inti Artigas, 1974